# Giáo hoàng Grêgôriô III
Grêgôriô III  (tiếng Latinh: Gregorius III) là vị giáo hoàng thứ 90 của Giáo hội Công giáo. Ông là người kế nhiệm Giáo hoàng Gregorius II. Ông đã được giáo hội suy tôn là Thánh và được kính nhớ vào ngày 10 tháng 12. Theo niên giám tòa thánh năm 1861 thì ông đắc cử Giáo hoàng vào năm 731 và ở ngôi Giáo hoàng trong 10 năm 9 tháng. Niên giám tòa thánh năm 2003 xác định triều đại của vị Giáo hoàng này kéo dài từ ngày 18 tháng 3 năm 731 cho tới tháng 11 năm 741. Ông là giáo hoàng cuối cùng nhận chức với sự phê chuẩn từ quan Tổng đốc Ravenna của Đế quốc Đông La Mã.
Giáo hoàng Gregorius III sinh tại Syria. Ông được dân Rôma mến mộ. Đối với Constantinople ông theo đường lối của vị tiền nhiệm. Cuốn 265 Đức Giáo hoàng cho rằng ông là một Giám mục gốc Phênêxi.

## Trở thành Giáo hoàng
Truyện kể lại rằng: Một linh mục người Syria đến giáo triều Roma dự đám tang Đức Giáo hoàng Gregory II. Gregory III đến Roma như một khách bàng quan lạc lõng giữa hàng giáo phẩm cao cấp.
Là một nhà thông thái và hùng biện nổi danh, ông ước muốn được đọc diễn từ trong đám tang để nói về sự sống lại mà đấng Kitô đã hứa, nhưng chẳng dược ai chú ý mời hỏi. Là một linh mục thánh thiện, ông cầu xin cho Đức Gregory II và tất cả mọi người hiện diện tìm được an lạc trong tay Chúa sau khi đã qua đời.
Không một ai nhận biết vị linh mục thánh thiện nổi danh này giữa đám đông. Nhưng bất thình lình giữa đám tang họ nhận biết ông và họ đem ra riêng và bầu ông lên kế vị Đức Gregory II. Mọi sự thay đổi bất ngờ, cuộc sống của ông không còn đứng bàng quan suy tư chiêm niệm mà phải hành động và bắt tay ngay vào công việc.

## Triều Giáo hoàng

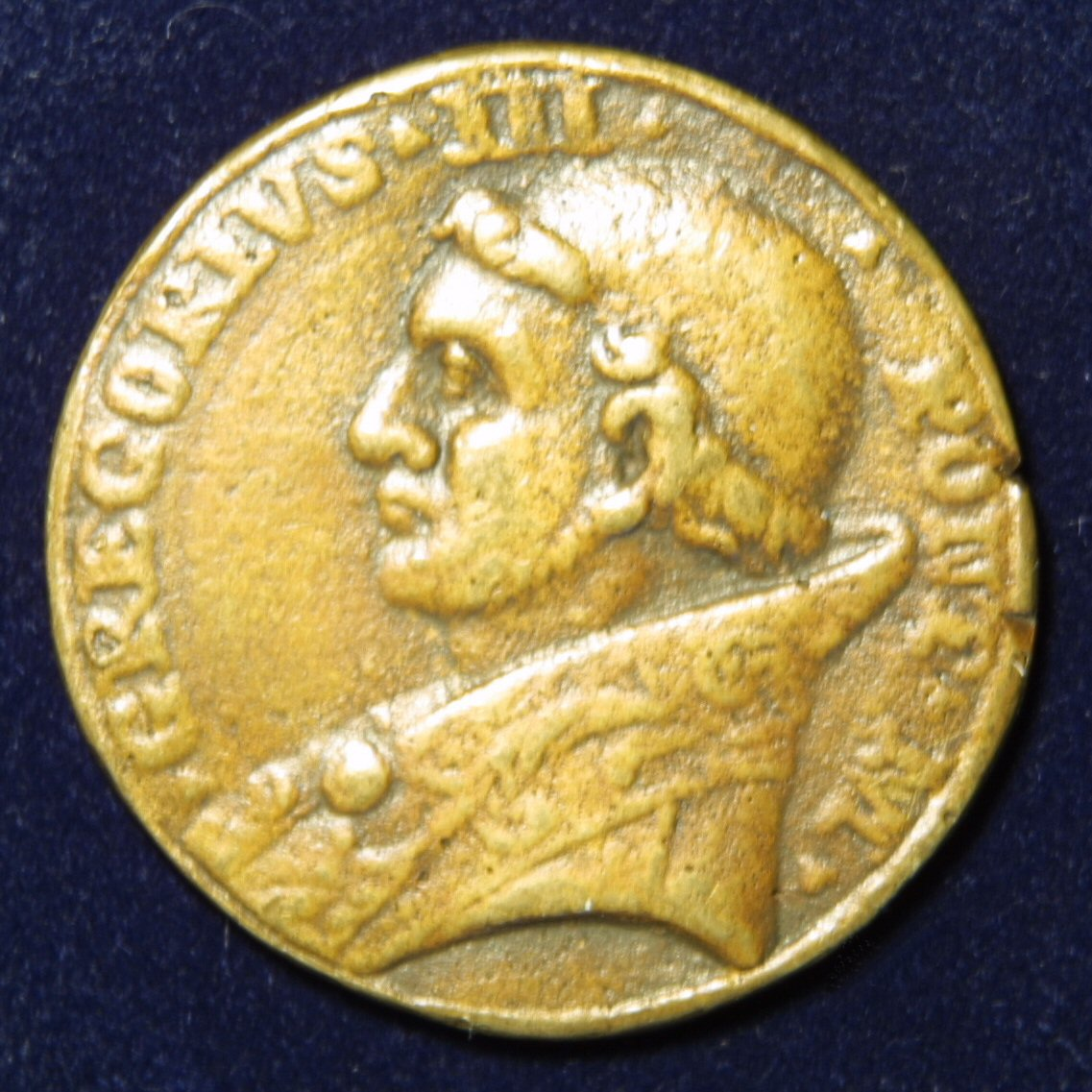
Giáo hoàng Gregor III - Trên một huy chương Giáo hoàng vào thế kỷ VIII

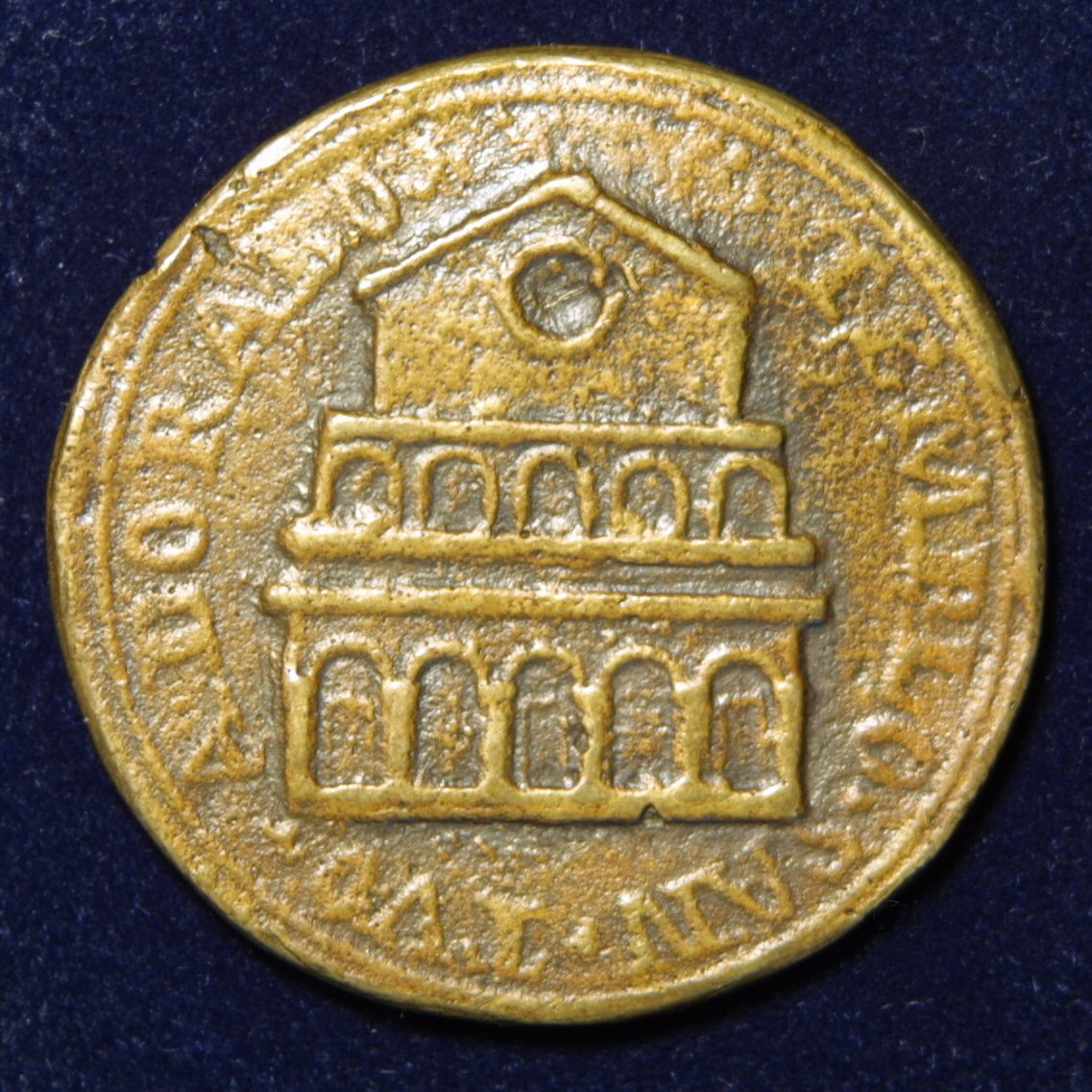
Huy chương Giáo hoàng Gregor III, mặt sau

Vị tân Giáo hoàng được bầu có biệt danh là "bạn của những người nghèo khó và những kẻ khốn cùng". Ông nổi bật về nhân đức và văn hóa. Ông khởi đầu triều Giáo hoàng của mình bằng cách tăng thêm gấp bội những mối quan hệ với các thủ lĩnh tinh thần và dân sự.

### Việc tôn kính ảnh tượng
Sau khi vừa mới lên ngôi Giáo hoàng với danh hiệu Gregory III, Hoàng đế Leo II chống đối việc tôn kính các ảnh tượng vì cho đó là 'thờ lạy' ảnh tượng trái với điều răn Thiên Chúa, nên ra lệnh hủy bỏ và đập phá tất cả mọi tượng ảnh. Vào năm 730, hoàng đế ban hành một sắc lệnh cấm Kitô Hữu không được sùng kính ảnh tượng, dù là ảnh Đức Kitô hay các thánh. Mặc dù đây là phần quan trọng trong đời sống tâm linh của Kitô Hữu Đông Phương, Leo II cho rằng việc kính bái ảnh tượng là trái với Kinh Thánh, do đó ông ra lệnh phá hủy tất cả các ảnh tượng.
Gregory III liền triệu tập ngay Thượng Hội đồng đưa ra những biện pháp mạnh chống lại những ai đòi hủy bỏ tượng ảnh. Gregory III chủ tọa một công đồng ở Vatican. Công đồng có sự tham dự của 193 Giám mục. Công đồng đã lên án thái độ của hoàng đế đối với các ảnh tượng mà ông đã ra lệnh phá hủy.
Một trong những quyết định quan trọng nhất là phạt vạ tuyệt thông những kẻ làm biến dạng ảnh tượng Đức Kitô, Maria, các Tông đồ và các thánh. Giáo hoàng Grêgôriô từng viết, "Hình ảnh là sách của giáo dân," vì đa số dân chúng thời ấy không có học. Trong khi vị đặc ủy của Giáo hoàng đi Constantinople để trao cho hoàng đế sắc lệnh của Giáo hoàng thì ông bị quân đội Byzantin bắt và bỏ vào ngục. Các vị đặc ủy khác cũng chịu chung số phận.
Thái độ tiêu cực của hoàng đế đối với các ảnh tượng kéo theo sự nhập cư vào Rô-ma của các nghệ sĩ. Chính vì vậy mà nghệ thuật Byzantin đã lan tràn ở Tây phương, đặc biệt ở Rôma, nơi nó được cổ vũ bởi Giáo hoàng và các thẩm quyền giáo hội nói chung.
Hoàng đế Leo II nghĩ đến việc phải dùng sức mạnh mới có thể hạ bệ Đức Gregory III được mà thôi, nên đã gởi ngay một hạm đội chiến thuyền đến bắt Đức Gregory III để đưa về Constantinople trị tội. Nhiều nhóm ở Roma cũng muốn dựa thời cơ tìm cách bứng ông đi, nhưng ông vẫn đứng vững. Một cơn bão lớn đã đánh chìm tất cả chiến thuyền của Hoàng đế Leo. Sau đó điều mà Leo có thể làm được là đánh chiếm một ít đất đai của Tòa Thánh Roma. Ông này nắm lấy các tài sản của Giáo hội trong các thành phố Sicilia, Calbêria và các nơi khác. Ông cũng mở rộng quyền của Thượng phụ Constantinople trên tất cả các miền của Nam nước Italia và chỉ để cho Giáo hoàng miền bắc, vùng mà những người Lombardi không ngừng tấn công.

### Đương đầu với Liutprand
Kế hoạch của Giáo hoàng là dùng người Franc để chống quân Lombarđô. Năm 739, Đức Giáo hoàng Grêgôriô III–lo lắng trước ý đồ tiến công Roma của vua Pavia là Liutprand–đã kêu gọi Carôlô Búa: "Nhân danh Thiên Chúa và sự phán xét kinh khủng của Người chớ chê chở bỏ lời ta kêu xin, đừng bịt tai trước lời ta yêu cầu, thì vị Thủ Lãnh Các Tông Đồ cũng sẽ không từ chối Nước Trời đối với ngài"
Nhưng Carôlô Búa - kẻ chiến thắng Hồi Giáo ở Poitiers - vẫn tỏ ra lạnh lùng, vì thế giữa người Lombarđô và người Franc lúc đó đang hữu nghị Binh đội Lombarđô vừa giúp người Franc thắng quân Ả Rập hải tặc. Đức Giáo hoàng chẳng nhận được gì cả, ngoại trừ nhiều quà tặng quý giá và nhiều dấu hiệu tôn kính suông! Vả lại Carôlô Búa là quân nhân thuần tuý, sử dụng búa rất giỏi, nhưng ông không linh cảm được hậu quả lớn lao của việc liên minh với Lamã.
Gregorius III đã phải đương đầu với Liutprand, vua của dân Longobard, người này đã khởi sự xâm lăng và cướp bót các vùng của Ducato, là khu vực hạt nhân đầu tiên của Lãnh Địa Giáo hoàng sau này. Ông cầu viện vua nước Pháp, Charles Hammer, chống lại quân Lombard. Sự kiện này dẫn tới việc các hoàng đế Pháp nhận danh xưng "Kitô hữu tối ưu". Các tiền bác ái góp về được gọi là "những đồng xu của Thánh Phêrô".

### Tim mừng nước Đức
Roma tiếp tục quan tâm tới việc tin mừng hóa nước Đức, Giáo hoàng Grêgôriô III, là người kế vị Đức Grêgôriô II vẫn tiếp tục tỏ lòng tin cậy Bônifaciô. Cử chỉ đầu tiên của vị tân Giáo hoàng là gửi tặng Bônifaciô dây Pallium, huy hiệu của chức vụ Tổng Giám mục. Không những vậy, ông còn tổ chức hàng giáo phẩm, phân lãnh thổ Đức thành nhiều địa phận:mỗi Giám mục mang trách nhiệm một vùng nhất định, và từ này giáo dân trực thuộc hàng giáo phẩm địa phương. Giáo hoàng Grêgôriô III qua đời ngày 27 tháng 11 năm 741. Ông được mừng lễ vào ngày 28 tháng 11.